# Goraï Kéra
Goraï Kéra (ou Goreï Kéra) est une localité du Cameroun située dans l'arrondissement de Dargala, le département du Diamaré et la région de l’Extrême-Nord. Elle fait partie du lawanat de Wouro Zangui.

## Population
En 1975, la localité comptait 73 habitants, des Kéra.
Lors du recensement de 2005, on y a dénombré 115 personnes.